# Astroworld
| Recensione    | Giudizio |
| ------------- | -------- |
| Metacritic    | 85/100   |
| AllMusic      |          |
| HipHopDX      |          |
| NME           |          |
| Pitchfork     | 7,8/10   |
| Rolling Stone |          |
| XXL           |          |

Astroworld è il terzo album in studio del rapper statunitense Travis Scott, pubblicato il 3 agosto 2018. È stato candidato ai Grammy Awards nella categoria miglior album rap.

## Antefatti
Il titolo dell'album è stato annunciato a maggio 2016, e inizialmente la data di pubblicazione era per il 2017. Esso prende il nome dal parco a tema (ormai chiuso) Six Flags AstroWorld situato a Houston, in Texas. In un'intervista del 2017 a GQ, Scott ha parlato del titolo dell'album: «Hanno abbattuto l'AstroWorld per costruire più appartamenti. È proprio come suona, tolgono un parco divertimento dai bambini. Vogliamo che l'edificio torni indietro, è per questo che lo sto facendo. Ha portato via dalla città il divertimento». Scott ha descritto l'album come una continuazione del suo album di debutto, Rodeo, affermando: «La mia intera idea è stata, se ti è piaciuto Rodeo, ti piacerà sicuramente Astroworld. Sto solo finendo la saga che ho iniziato nel mio primo album. Questo dovrebbe essere il mio secondo album. Ho dovuto fare veloce, perché come ho detto, avevo tutte queste idee, volevo solo realizzarle subito, ma ora finalmente mi sento a casa con Astroworld».

## Registrazione
L'album è stato registrato tra il 2016 e il 2018, mentre Scott pubblicava aggiornamenti tramite i social media. Nel luglio 2018, è stato riferito che Scott stava finendo l'album alle Hawaii, con una varietà di artisti e produttori di registrazione, come Mike Dean, Nav, Frank Dukes, Sonny Digital, WondaGurl, Sheck Wes, Gunna, Wheezy, Don Toliver, Drake, Allen Ritter e Amir "Cash" Esmailian.

## Copertina
La copertina è stata scattata dal fotografo statunitense David LaChapelle, la quale presenta un gigantesco gonfiabile dorato raffigurante la testa di Scott come l'ingresso di un parco divertimenti, con bambini, genitori e dipendenti del parco di fronte all'entrata. Una seconda copertina presenta lo stesso ingresso del parco divertimenti notturno, che sostituisce le funzionalità per la famiglia con contenuti a tema per adulti. Il 1º agosto, la modella transgender Amanda Lepore, nota collaboratrice di LaChapelle, ha chiesto perché fosse stata esclusa nella versione finale della seconda cover, salvo poi spiegare lei stessa che la modifica era dovuta al fatto che la sua presenza mettesse in ombra le altre personalità presenti sulla copertina.

## Pubblicazione e promozione
Nel maggio 2017, Scott ha caricato tre canzoni su SoundCloud: A Man, Green and Purple con Playboi Carti e Butterfly Effect. Quest'ultimo è stato pubblicato il 15 maggio 2017 per lo streaming e il download digitale come singolo principale dell'album. Watch con Kanye West e Lil Uzi Vert, pubblicato il 4 maggio 2018 e prodotto da Pi'erre Bourne, è stato originariamente impostato come il singolo principale dell'album prima che ne venisse poi escluso.
Il 27 luglio 2018, una gigantesca scultura della testa di Scott apparve in cima ad un negozio di Amoeba Music a Los Angeles. Varie copie della scultura sono apparse in altri luoghi, tra cui la città natale di Scott, Houston, in Texas. Dopo significative speculazioni su Internet, la data di uscita per Astroworld è stata annunciata il 30 luglio 2018 attraverso i social media, insieme a un trailer di un album.

## Riconoscimenti
Grammy Award
- 2019 – Candidatura al miglior album rap

American Music Award
- 2019 – Candidatura al miglior album Rap/Hip-Hop

BET Awards
- 2019 – Candidatura all'album dell'anno

BET Hip Hop Awards
- 2019 – Album dell'anno

Billboard Music Award
- 2019 – Candidatura al miglior album della Billboard 200
- 2019 – Candidatura al miglior album rap

Juno Award
- 2019 – Candidatura all'album internazionale dell'anno

## Tracce
1. Stargazing – 4:30 (testo: Jacques Webster II, Sonny Uwaezuoke, Samuel Gloade, Brandon Whitfield, Brandon Korn, Jamie Lepe, Cydel Young, Michael Dean, Lamont Porter – musica: Sonny Digital, B Wheezy, Bkorn, 30 Roc, Travis Scott, Mike Dean, Allen Ritter)
2. Carousel – 3:00 (testo: Jacques Webster II, Christopher Breaux, Chauncey Hollis, Frederick Rubin, Adam Horovitz, Adam Yauch, Michael Diamond – musica: Hit-Boy, Rogét Chahayed, Mike Dean)
3. Sicko Mode – 5:12 (testo: Jacques Webster II, Aubrey Graham, Khalif Brown, John Hawkins, Chauncey Hollis, Ozan Yildirim, Cydel Young, Tim Gomringer, Kevin Gomringer, Mirsad Dervić, Rogét Chahayed, Brytavious Chambers, Michael Dean, Luther Campbell, Harry Wayne Casey, Richard Finch, Christopher Wallace, Osten Harvey, Bryan Higgins, Trevor Smith Jr., James Jackson, Malik Taylor, Keith Elam, Christopher Martin, Kamaal Fareed, Ali Shaheed Muhammad, Tyrone Taylor, Fred Scruggs, Kirk Jones, Chylow Parker – musica: Hit-Boy, Oz, Tay Keith, Cubeatz]]l Rogét Chahayed, Mike Dean)
4. R.I.P. Screw – 3:05 (testo: Jacques Webster II, Khalif Brown, Trocon Roberts, Michael Dean, Blair Lavigne – musica: FKi 1st, Travis Scott, Mike Dean)
5. Stop Trying to Be God – 5:38 (testo: Jacques Webster II, James Litherland, Michael Dean, Kevin Gomringer, Tim Gomringer, Joshua Adams – musica: Travis Scott, J Beatzz, Mike Dean, Cubeatz)
6. No Bystanders – 3:38 (testo: Jacques Webster II, Jarad Higgins, Khadimoul Fall, Ebony Oshunrinde, Michael Dean, Bryan Simmons, Cydel Young, Björk Guðmundsdóttir, Sigurjón Sigurdsson, Paul Beauregard, Ricky Dunigan, Jordan Houston, Lola Mitchell, Darnell Carlton, Robert Phillips, Filip Gežin – musica: WondaGurl, Mike Dean, TM88, David Stromberg, Filip Gežin)
7. Skeletons – 2:25 (testo: Jacques Webster II, Abel Tesfaye, Kevin Parker, Michael Dean, Pharrell Williams, Reine Fiske, Kanye West – musica: Tame Impala, Travis Scott)
8. Wake Up – 3:51 (testo: Jacques Webster II, Abel Tesfaye, Adam Feeney, Michael Dean, Nima Jahanbin, Paimon Jahanbin, Rupert Thomas, Kaan Güneşberk – musica: Frank Dukes, Sevn Thomas, Wallis Lane, John Mayer)
9. 5% Tint – 3:16 (testo: Jacques Webster II, Trocon Roberts Jr., Michael Dean, Rico Wade, Patrick Brown, Raymon Murray, Cameron Gipp, Willie Knighton, Robert Barnett, Thomas Callaway – musica: FKi 1st, Mike Dean)
10. NC-17 – 2:36 (testo: Jacques Webster II, Shayaa Joseph, Matthew Samuels, Johnny Stefene, Tim Gomringer, Kevin Gomringer, Allen Ritter, Michael Dean – musica: Boi-1da, Cubeatz, Allen Ritter, Mike Dean)
11. Astrothunder – 2:22 (testo: Jacques Webster II, Adam Feeney, John Mayer, Stephen Bruner, Matthew Taveres, Tommy Paxton-Beesley – musica: Travis Scott, Frank Dukes, Thundercat, John Mayer, Matty, River Tiber, Vegyn)
12. Yosemite – 2:30 (testo: Jacques Webster II, Navraj Goraya, Sergio Kitchens, June James, Chandler Durham, Ramiro Morales – musica: June James, Turbo, Ramy)
13. Can't Say – 3:18 (testo: Jacques Webster II, Caleb Toliver, Adam Feeney, Ebony Oshunrinde, Michael Dean, Sonny Uwaezuoke, James Cyr – musica: WondaGurl, Frank Dukes, London Cyr, Mike Dean)
14. Who? What! – 2:56 (testo: Jacques Webster II, Quavious Marshall, Kirshnik Ball, Ronald LaTour, Samuel Gloade, Adam Feeney, Lamont Porter, Brock Korsan – musica: Cardo, 30 Roc)
15. Butterfly Effect – 3:10 (testo: Jacques Webster II, Shane Lindstrom, Donald Paton – musica: Murda Beatz, Felix Leone)
16. Houstonfornication – 3:37 (testo: Jacques Webster II, Nima Jahanbin, Paimon Jahanbin, Rupert Thomas Jr. – musica: Sevn Thomas, Wallis Lane)
17. Coffee Bean – 3:29 (testo: Jacques Webster II, Michael Dean, Paul Jefferies, Cydel Young, Tim Suby – musica: Nineteen85, Tim Suby, Mike Dean)

Durata totale: 58:33

### Campionamenti
- Carousel contiene un campionamento di The New Style dei Beastie Boys.
- Sicko Mode contiene un campionamento di I Wanna Rock di Uncle Luke e di Gimme the Loot di The Notorious B.I.G..
- No Bystanders contiene un campionamento di Jóga di Björk e da Tear Da Club Up dei Three 6 Mafia.
- 5% Tint contiene un campionamento di Cell Therapy dei Goodie Mob.

## Formazione
Musicisti
- Mike Dean – tastiere (traccia 4), chitarra (traccia 17), sintetizzatore (traccia 17)
- Stevie Wonder – armonica (traccia 5)
- John Mayer – chitarra (tracce 8, 11 e 13)
- Sheldon Ferguson – chitarra (traccia 12)
- Nineteen85 – basso (traccia 17)
- Isaiah Gage – violoncello (traccia 17)
- Tim Suby – chitarra (traccia 17)

Produzione
- Mike Dean – mastering (tutte le tracce), missaggio (tracce 1-13, 16, 17), registrazione (traccia 18)
- Jimmy Cash – assistente all'ingegneria (tracce 1-13, 16, 17), registrazione (tracce 1, 4, 9-14, 17), missaggio (tracce 6, 14)
- Jon Sher – assistente all'ingegneria (tracce 1, 3, 16, 17)
- Ben Sedano – assistente all'ingegneria (tracce 1, 3, 14, 16, 17)
- Sean Solymor – assistente all'ingegneria (tracce 1-13, 16, 17)
- Zach Steele – registrazione (tracce 2, 5, 12, 13, 17), missaggio (traccia 6)
- Travis Scott – registrazione (tracce 2-4, 7-11, 16), missaggio (tracce 3-5, 7, 8, 11, 17)
- Skyler Mclean – assistente all'ingegneria (tracce 6, 12, 13)
- Shin Kamiyama – registrazione (traccia 8)
- Thomas Cullison – assistente all'ingegneria (traccia 15)
- Blake Harden – missaggio (traccia 15), registrazione (traccia 15)

## Classifiche

### Classifiche settimanali
| Classifica (2018-24) | Posizione massima |
| -------------------- | ----------------- |
| Australia            | 1                 |
| Austria              | 4                 |
| Belgio (Fiandre)     | 1                 |
| Belgio (Vallonia)    | 2                 |
| Canada               | 1                 |
| Danimarca            | 1                 |
| Finlandia            | 2                 |
| Francia              | 2                 |
| Germania             | 4                 |
| Grecia               | 4                 |
| Irlanda              | 2                 |
| Italia               | 1                 |
| Lettonia             | 2                 |
| Nuova Zelanda        | 1                 |
| Norvegia             | 1                 |
| Paesi Bassi          | 2                 |
| Polonia              | 17                |
| Portogallo           | 10                |
| Regno Unito          | 3                 |
| Repubblica Ceca      | 1                 |
| Slovacchia           | 1                 |
| Spagna               | 36                |
| Stati Uniti          | 1                 |
| Svezia               | 1                 |
| Svizzera             | 2                 |
| Ungheria             | 26                |

### Classifiche di fine anno
| Classifica (2018) | Posizione |
| ----------------- | --------- |
| Australia         | 33        |
| Belgio (Fiandre)  | 61        |
| Belgio (Vallonia) | 181       |
| Canada            | 13        |
| Danimarca         | 12        |
| Islanda           | 19        |
| Paesi Bassi       | 38        |
| Nuova Zelanda     | 32        |
| Regno Unito       | 68        |
| Stati Uniti       | 7         |
| Svezia            | 47        |
| Classifica (2019) | Posizione |
| Francia           | 138       |
| Islanda           | 15        |
| Classifica (2020) | Posizione |
| Australia         | 43        |
| Austria           | 64        |
| Belgio (Fiandre)  | 34        |
| Belgio (Vallonia) | 82        |
| Canada            | 28        |
| Danimarca         | 23        |
| Francia           | 148       |
| Islanda           | 14        |
| Italia            | 42        |
| Norvegia          | 16        |
| Nuova Zelanda     | 25        |
| Paesi Bassi       | 28        |
| Portogallo        | 50        |
| Regno Unito       | 86        |
| Stati Uniti       | 32        |
| Svezia            | 61        |
| Svizzera          | 46        |
| Classifica (2021) | Posizione |
| Australia         | 65        |
| Austria           | 46        |
| Belgio (Fiandre)  | 61        |
| Belgio (Vallonia) | 144       |
| Canada            | 36        |
| Danimarca         | 43        |
| Islanda           | 26        |
| Italia            | 77        |
| Norvegia          | 38        |
| Paesi Bassi       | 59        |
| Stati Uniti       | 45        |
| Svizzera          | 48        |
| Classifica (2022) | Posizione |
| Australia         | 90        |
| Belgio (Fiandre)  | 107       |
| Belgio (Vallonia) | 180       |
| Danimarca         | 89        |
| Islanda           | 48        |
| Lituania          | 94        |
| Svizzera          | 95        |
| Classifica (2023) | Posizione |
| Germania          | 84        |
| Islanda           | 40        |
| Italia            | 51        |
| Portogallo        | 44        |
| Stati Uniti       | 70        |
| Ungheria          | 81        |
| Classifica (2024) | Posizione |
| Canada            | 48        |
| Italia            | 53        |
| Polonia           | 21        |
| Portogallo        | 27        |
| Stati Uniti       | 74        |
| Ungheria          | 38        |

### Classifiche di fine decennio
| Classifica (2010-19) | Posizione |
| -------------------- | --------- |
| Paesi Bassi          | 84        |